# Bustanico
Bustanico (korziško Bustanicu) je naselje in občina v francoskem departmaju Haute-Corse regije - otoka Korzika. Leta 2008 je naselje imelo 64 prebivalcev.

## Geografija
Kraj leži v osrednjem delu otoka Korzike znotraj naravnega regijskega parka Korzike, 80 km jugozahodno od središča Bastie.

## Uprava
Bustanico je sedež istoimenskega kantona, v katerega so poleg njegove vključene še občine Aiti, Alando, Altiani, Alzi, Cambia, Carticasi, Castellare-di-Mercurio, Erbajolo, Érone, Favalello, Focicchia, Giuncaggio, Lano, Mazzola, Pancheraccia, Piedicorte-di-Gaggio, Pietraserena, Rusio, Sermano, Sant'Andréa-di-Bozio, San-Lorenzo, Santa-Lucia-di-Mercurio in Tralonca s 1.639 prebivalci.
Kanton Bustanico je sestavni del okrožja Corte.